# Joe Williams
Joe Williams (nascido Joseph Goreed, na cidade de Cordele, Geórgia, EUA, em 12 de Dezembro de 1918 e morto em 29 de Março de 1999) é um cantor de jazz norte-americano, que venceu por oito vezes o Grammy Awards de melhor cantor de Jazz e foi incluído no Grammy Hall of Fame em 1992, por sua canção Everyday I Have the Blues.

## Discografia
| Ano  | Álbum                                                                 | Selo          | Billboard Top Jazz Albums |  |
| ---- | --------------------------------------------------------------------- | ------------- | ------------------------- |  |
| 2002 | The Definitive Joe Williams                                           | Verve         |                           |  |
| 2001 | The Heart and Soul of Joe Williams and George Shearing                | Verve         |                           |  |
| 1993 | Every Day: The Best of the Verve Years                                | Verve         | #2                        |  |
| 1992 | Ballad and Blues Master                                               | Verve         | #7                        |  |
| 1997 | The Best of Joe Williams: The Roulette, Solid State & Blue Note Years | Verve         | #20                       |  |
| 1989 | In Good Company                                                       | Verve         | #5                        |  |
| 1984 | Nothin' But the Blues                                                 | Delos         |                           |  |
| 1979 | Dave Pell's Prez Conference                                           | GNP Crescendo |                           |  |
| 1973 | Joe Williams Live                                                     | Fantasy       |                           |  |
| 1985 | I Just Wanna Sing                                                     | Delos         |                           |  |
| 1964 | Me and the Blues                                                      | RCA           |                           |  |
| 1963 | At Newport '63                                                        | RCA           |                           |  |
| 1958 | A Man Ain't Supposed To Cry                                           | Roulette      |                           |  |
| 1957 | One O'Clock Jump                                                      | Verve         |                           |  |
| 1956 | Count Basie Swings, Joe Williams Sings                                | Verve         |                           |  |
| 1955 | "A Night at Count Basie's"                                            | Vanguard      |                           |  |

## Filmografia
- (1991) Jazz at the Smithsonian (Kultur Video) - relançado na Série Jazz Masterem DVD por Shanachie (2005)
- (1992) Joe Williams with George Shearing: A Song is Born (VIEW) - Relançado em DVD pela VIEW (2004)[3]